# Triết học phân tích

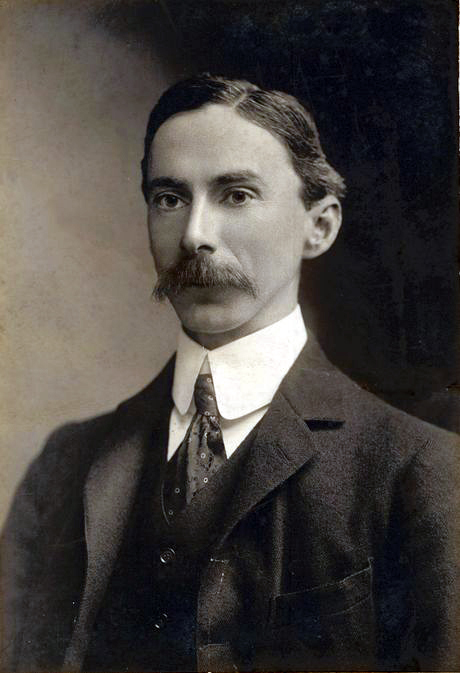
Bertrand Russell

Triết học phân tích là một phong cách triết học chiếm ưu thế trong thế giới phương Tây vào đầu thế kỷ 20. Triết học phân tích là một trường phái triết học được đặc trưng bởi sự nhấn mạnh vào sự rõ ràng và chính xác của tranh luận, thường sử dụng logic hình thức, phân tích khái niệm, và ở mức độ thấp hơn, toán học và khoa học tự nhiên.
Triết học phân tích đề cập đến những phát triển nhất định trong triết học đầu thế kỷ 20 là tiền đề lịch sử của thực tiễn hiện nay. Các nhân vật trung tâm trong sự phát triển lịch sử này là Bertrand Russell, Ludwig Wittgenstein, G.E. Moore, Gottlob Frege và các nhà thực chứng logic. Theo nghĩa cụ thể hơn này, triết học phân tích được xác định với những đặc điểm triết học cụ thể, một số bị nhiều nhà triết học phân tích đương thời bác bỏ, như nguyên tắc logic-thực chứng nói rằng không có bất kỳ sự kiện triết học cụ thể nào và đối tượng của triết học là sự làm rõ logic của các ý nghĩ. Điều này có thể trái ngược với chủ nghĩa nền tảng truyền thống, coi triết học là một khoa học đặc biệt (tức là kỷ luật của kiến thức) điều tra các lý do và nguyên tắc cơ bản của mọi thứ. Do đó, nhiều nhà triết học phân tích đã coi các câu hỏi của họ là liên tục với, hoặc phụ thuộc vào các khoa học tự nhiên. Đây là một thái độ bắt đầu với John Locke, người đã mô tả tác phẩm của mình như là một "kẻ dưới quyền" đối với những thành tựu của các nhà khoa học tự nhiên như Newton. Trong thế kỷ 20, người ủng hộ ảnh hưởng nhất đến tính liên tục của triết học với khoa học là Willard Van Orman Quine.
Nguyên tắc rằng việc làm rõ logic của các ý nghĩ chỉ có thể đạt được bằng cách phân tích hình thức logic của các đề xuất triết học. Hình thức logic của một mệnh đề là một cách biểu diễn nó (thường sử dụng ngữ pháp và biểu tượng chính thức của một hệ thống logic), để giảm nó thành các thành phần đơn giản hơn nếu cần và để hiển thị sự tương tự của nó với tất cả các mệnh đề khác cùng loại. Tuy nhiên, các nhà triết học phân tích không đồng ý rộng rãi về hình thức logic chính xác của ngôn ngữ thông thường.
Việc bỏ qua các hệ thống triết học tổng quát có lợi cho các yêu cầu hạn chế hơn được nêu một cách chặt chẽ hoặc ngôn ngữ thông thường.

Theo một đoạn văn đặc trưng của Russell: 
 Chủ nghĩa kinh nghiệm phân tích hiện đại [...] khác với Locke, Berkeley và Hume bởi sự kết hợp của toán học và sự phát triển của nó về một kỹ thuật logic mạnh mẽ. Do đó, có thể, liên quan đến một số vấn đề nhất định, để đạt được câu trả lời chắc chắn, có chất lượng của khoa học hơn là triết học. Nó có lợi thế, so với các triết lý của các nhà xây dựng hệ thống, có thể giải quyết từng vấn đề của nó, thay vì phải phát minh ra một lý thuyết khối của toàn vũ trụ. Phương pháp của nó, về mặt này, giống với phương pháp của khoa học. 
 Tại Vương quốc Anh, Hoa Kỳ, Canada, Úc, New Zealand và Scandinavia, phần lớn các khoa triết học tại các đại học ngày nay tự nhận mình là khoa "phân tích". Triết học phân tích thường được hiểu trái ngược với các truyền thống triết học khác, đáng chú ý nhất là các triết học lục địa như chủ nghĩa hiện sinh và hiện tượng học, và cả chủ nghĩa Thom và chủ nghĩa Marx.